# Philippe Gimbert
Pour les articles homonymes, voir Gimbert.
Pas d'image ? Cliquez ici

a Compétitions nationales et continentales officielles uniquement.

b Matchs officiels uniquement.
Philippe Gimbert, né le 20 mars 1966 à Firminy (Loire) est un joueur français de rugby à XV, évoluant au poste de pilier droit. Il se reconvertit ensuite en tant qu'entraîneur.

## Biographie
Il commence sa carrière à Bègles, où il forme avec Vincent Moscato et Serge Simon, la fameuse première ligne des « Rapetous », ossature principale de la fameuse tortue béglaise qui domine le rugby hexagonal en 1991. Cela vaut à cette première ligne d'être entièrement sélectionnée en équipe de France pour partir en tournée.
Bien que sélectionné pour participer à la Coupe du monde 1991, il ne disputera aucun match lors de la compétition. 
Le 19 juin 1993, il est invité pour jouer avec le XV du Président contre les Barbarians français pour le Centenaire du rugby à Grenoble.
Après un passage à l'US Dax (en 1995) et au Stade bordelais, il rejoint son ancien demi de mêlée Bernard Laporte au Stade français Paris en 1997, toujours avec ses compagnons Simon et Moscato, pour obtenir un deuxième titre de champion de France en juin 1998.
Durant la saison 2002-2003, il est entraîneur des avants du CA Bègles Bordeaux.
Après quelques expériences d'éducateur et au pôle espoirs de Talence, il devient en 2016 entraîneur, responsable des avants du RC bassin d'Arcachon en Fédérale 2. Il quitte le club à l'intersaison 2020, pour raisons personnelles étant donné la distance géographique trop importante entre son domicile et la région d'Arcachon.
Son fils Jules fait également carrière en tant que joueur de rugby à XV. En tant que demi de mêlée, il fait ses premiers pas professionnels sous le maillot de l'Union Bordeaux Bègles avant de gagner le statut d'international des moins de 20 ans.

## Palmarès

### Avec le CA Bègles-Bordeaux
- Championnat de France de première division :
  - Champion (1) : 1991[2]
- Challenge Yves du Manoir :
  - Finaliste (1) : 1991

### Avec le Stade français CASG
- Championnat de France de première division :
  - Champion (1) : 1998
- Coupe de France :
  - Vainqueur (1) : 1999

### Avec l'équipe de France
- 4 sélections

## Statistiques

### Tournoi des Cinq Nations
| Édition           | Rang | Résultats France | Résultats Gimbert | Matchs Gimbert |
| ----------------- | ---- | ---------------- | ----------------- | -------------- |
| Cinq Nations 1992 | 2    | 2 v, 0 n, 2 d    | 1 v, 0 n, 1 d     | 2/4            |

Légende : v = victoire ; n = match nul ; d = défaite ; la ligne est en gras quand il y a Grand Chelem.